# Meguido (Israel)
Meguido (en hebreo: מְגִדּוֹ،‎, en árabe: المجیدو‎) es un kibutz en el norte de Israel. Situado en el valle de Jezreel, que cae bajo la jurisdicción del concejo regional de Meguido. En 2006 tenía una población de 356.
El kibutz fue fundado en 1949 por sobrevivientes del Holocausto, guerrilleros y combatientes procedentes de Polonia y Alemania. Se encuentra cerca de la intersección entre las carreteras 65 (desde Hadera a Afula) y 66 (al sur de Haifa va a Judea y Samaria), que se llama el cruce de Meguido. La unión es el sitio de una terminal de autobuses y de una prisión militar donde están reclusos palestinos.
Situado cerca de la sede de las varias batallas de Meguido y Tel Meguido, un sitio arqueológico rico. En el tiempo que Israel era un pueblo, parte de la tribu de Manasés (1 Crónicas 7:29). En 2005, arqueólogos israelíes descubrieron los restos de una antigua iglesia, tal vez la mayor en la Tierra Santa en los terrenos de la prisión militar. Las autoridades están especulando acerca de cómo mover la cárcel por lo que el sitio puede ser accesible a los turistas.
En la literatura apocalíptica, el Monte Megido, el cerro que domina el valle donde el kibutz se encuentra, es identificada como el sitio de la batalla final entre las fuerzas del bien y del mal en el final de los tiempos, conocido como Armagedón (mencionado en el Nuevo Testamento en Apocalipsis 16:16).